# ジークフリート・デーン
ジークフリート・ヴィルヘルム・デーン（Siegfried Wilhelm Dehn, *1799年2月24日 – †1858年4月12日）はドイツの音楽理論家・音楽学者。対位法の教師として名を遺し、ザムエル・デーン（Samuel Dehn）という別名でも知られる。

## 略歴
ハンブルクのアルトナ地区に銀行家の息子として生まれ、少年時代にチェロを学ぶ。外交官になるつもりでライプツィヒで法学を学ぶが、ドレープス（J.A. Dröbs）に音楽の指導を受けた。ベルリン駐在のスウェーデン大使館に勤めながら、ベルンハルト・クラインに師事して音楽学への関心を深めた。1830年に家業の銀行が破綻したために貧窮し、音楽で自活することを決意する。やがて音楽理論家や音楽教師として一目置かれる存在となった

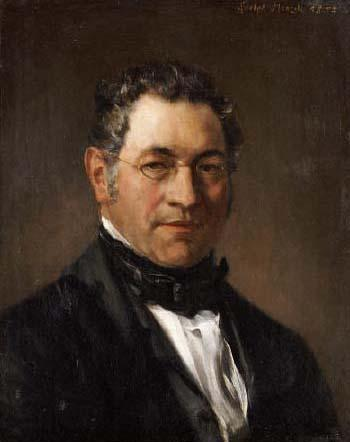
ジークフリート・デーンの肖像（アドルフ・メンツェル画）

ジャコモ・マイヤベーアの推挙によって1842年にプロイセン王立図書館音楽部門の学芸員に採用される。デーンは所蔵品を順番に整理したり、プロイセン全土の図書館から熱心に取り寄せたりして、その分類に献身した。中でもデーンが拡充した蒐集品は、アントン・シントラーやゲオルク・ペルヒャウに関するもので、とりわけ後者のものは、ヨハン・ゼバスティアン・バッハやカール・フィリップ・エマヌエル・バッハの自筆譜のコレクションで名高い。1842年から1848年まで機関誌『ツェツィーリア（ Cäcilia）』の編集者を務める。1849年からプロイセン王立芸術アカデミーの教授に就任し、同年にグリーペンケルルが他界すると、ピーアズ出版社（the Peers Edition）のためにバッハの器楽曲の校訂に協力した。とりわけ《ブランデンブルク協奏曲》の初版の出版責任者となった。また、オルランドゥス・ラッススのモテットの大半を校訂している。1850年には、イグナツ・モシェレスやルイ・シュポーアらと共同で、バッハ協会の設立に加わった（同団体はこんにちまで「新バッハ協会」の名で存続している）。

## 主要な門人
デーンは音楽学者や編集者として名を馳せただけでなく、対位法や作曲法の引く手あまたの教師として、グリンカやルビンシュタイン兄弟を含む以下のような人材を世に送り出した。
- アルベルト・ベッカー （1834年-1899年）、作曲家
- マルティン・ブルームナー （1827年-1901年）、作曲家
- ペーター・コルネリウス （1824年-1874年）、作曲家・詩人
- イマヌエル・ファイスト （1823年–1894年）、作曲家・合唱指揮者・音楽教師
- ミハイル・グリンカ （1804年-1857年）、作曲家
- カール・アウグスト・ハウプト （1810年-1891年）、作曲家
- フリードリヒ・キール （1821年-1885年）、作曲家
- テオドール・クラック （1818年-1882年）、ピアニスト・作曲家
- カール・アドルフ・ローレンツ （1837年-1923年）、指揮者・作曲家
- アントン・ルビンシュタイン （1829年-1894年）、ピアニスト・作曲家
- ニコライ・ルビンシュタイン （1835年-1881年）、ピアニスト・作曲家
- ルイ・シュロットマン （1826年-1905年）、作曲家

## 作品

### 著作
- 『理論的・実践的和声法教本と数字つき通奏低音の演奏法』 “Theoretisch-praktische Harmonielehre mit angefügten Generalbaßbeispielen”（1840年ベルリン）
- 『バッハのフーガとボノンチーニの声楽フーガの分析』 “Analyse dreier Fugen von S. Bach und einer Vocalfuge von A. M. Bononcini's” （1858年）
- 『対位法・カノン・フーガの教則本』 “Lehre vom Contrapunkt, Canon und Fuge” （1859年）
- “Orlandus Lassus Psalmi VII poenitentiales” （出版年代不明）
- 『16世紀と17世紀の声楽ポリフォニー 第12巻』 “12 Hefte mehrstimmiger Gesänge des 16. und 17. Jahrhunderts”（出版年代不明）

### 編纂
- Bach, J. S., [BWV 211] Joh. Seb. Bach. Komische Cantaten. No. I. Schlendrian mit seiner Tochter Liefsgen (Coffee-Cantate:). Herausgegeben von S. W. Dehn. Interdum et Socrates equitabat arundine longa, [ca. 1830], 31 S. (Partitur)
- Bach, Johann Sebastian (1685-1750), [BWV 1042], Deuxieme Concerto en Mi majeur pour le Violon avec Accompagnament de deux Violons, Viola et Basse…, publie pour la premiere fois par S. W. Dehn [Partitur]. Leipzig, Peters (V. Nr. 3888) [ca. 1875]. 20 lithogr. S.

## 註記
1. 1 2 3  Warrack and Deaville, New Grove (2001), 7:140.

## 参考書籍
- Warrack, John and James Deaville, ed. Stanley Sadie, "Dehn, Siegfried (Wilhelm)," The New Grove Dictionary of Music and Musicians, Second Edition (London: Macmilian, 2001), 29 vols. ISBN 0-333-60800-3.
- Arrey von Dommer (1877). "Dehn, Siegfried Wilhelm". Allgemeine Deutsche Biographie (ドイツ語). Vol. 5. Leipzig: Duncker & Humblot. pp. 27–28.
- Thekla Schneider: Dehn, Siegfried Wilhelm. In: Neue Deutsche Biographie (NDB). Band 3, Duncker & Humblot, Berlin 1957, ISBN 3-428-00184-2, S. 566 (電子テキスト版).